# Realvertrag
Als Realvertrag (auch: Realkontrakt; lat. contractus re) bezeichnet man Verträge, die nicht bereits aufgrund eines Konsens zustande kommen, sondern erst durch „Übergabe oder Übereignung des vertragsspezifischen Gegenstandes“.
Charakteristische Realverträge in der Rechtsentwicklung seit dem römischen Recht waren das Darlehen (mutuum), die Verwahrung (depositum), die Leihe (commodatum) und das Faustpfand (pignus). Die Rückzahlung der Darlehensvaluta beziehungsweise der Rückerhalt der verliehenen oder verwahrten Sache, konnte im römischen Recht durch eine Bereicherungsklage eingefordert werden.

## Geschichte
Das römische Recht unterschied den Realvertrag vom Konsensualvertrag, der hinsichtlich seines Begründungsaktes an keine Sachhingabe gebunden war, dem Litteralvertrag, der von einer Buchung im Hausbuch abhing und dem Verbalvertrag, der an eine Wortformel gebunden war. Die römischen Realverträge lassen sich bis ins 3. Jahrhundert v. Chr. zurückverfolgen, als mit einer lex Silia die erste Kondiktion geschaffen wurde. Bei abstrakter Fassung des (offenen) Schuldgrundes, diente sie dem Rückforderungsrecht. Die obligatio re contracta geht auf die spätere Republik zurück.
Ausführungen zum Realvertrag finden sich in den Institutionen des hochklassischen Juristen Gaius, der innerhalb des Sachenrechts (res) auch das Schuldrecht (obligationes) ausgeführt hatte. Der Vertrag bildete einen schuldbegründenden Tatbestand, war also konstitutiv, wobei „jede Obligation aus Kontrakt oder aus Delikt“ entstand.
Die Idee des Realvertrags ist jedoch noch älter, so sind bereits die šubanti-Urkunden in altbabylonischer Zeit diesem Typus zuzurechnen. Im heutigen deutschen Recht kennt man den Realvertrag nicht mehr. Das österreichische ABGB hat hingegen die Regelung des römischen Rechts übernommen. So sind der Leihvertrag, der Verwahrungsvertrag und der Trödelvertrag (contractus aestimatorius) Realverträge. Das Erfordernis der „Übergabe“ der Leistung für den Darlehensvertrag wurde 2010 abgeschafft.
In Deutschland begann sich insbesondere im 19. Jahrhundert die Auffassung zu verbreiten, dass das „Versprechen der künftigen Sachhingabe“ bereits als Vertragsschluss anzusehen ist, die Sachhingabe hingegen nur als Leistung solvendi causa. Diese konsensualvertragliche Lösung wurde dann im Dresdner Entwurf (Art. 523) und in Kübels Entwurf des Schuldrechts (§97) übernommen, jedoch verblieb die Mehrheit im Schrifttum noch bei der Ansicht, dass die Sachhingabe noch zum Zweck des Vertragsschlusses erfolgen könne. Der Gesetzgeber des Bürgerlichen Gesetzbuches (BGB) wählte daher zu den klassischen Realverträgen bewusst Formulierungen, die nicht eine Klassifizierung als Konsensualvertrag bedeuten würden. Daher war noch bis zur Mitte des 20. Jahrhunderts die herrschende Ansicht, dass es sich bei diesen charakteristischen Realverträgen auch im deutschen BGB um Realverträge handele. Erst danach setzte sich die Auffassung durch, dass es sich bei diesen Verträgen um Konsensualverträgen handeln würde. Bei der Schuldrechtsreform erkannte der Gesetzgeber dies bei der Neufassung des § 607 BGB an und änderte die Formulierung.